# SS Makambo
Parnik SS Makambo je bil prvotno v lasti družbe Burns Philp & Co. Ltd. Zgrajen je bil v Port Glasgowu in je dobil ime po enem izmed Salomonovih otokov. Prevažal je tako potnike, kot  tovor in je bil predvsem v uporabi na plovbah med vzhodno Avstralijo in otoki v Melaneziji ter Tasmanovem morju. Med letoma 1910 in 1931 je plul na redni progi med Sydneyem in Port Vilo v Novih Hebridih, z vmesnimi postanki na otokih Lord Howe in Norfolk. Leta 1939 je bil parnik prodan podjetju Okada Gumi KK iz japonske Osake. Preimenovali so ga v Kainan Maru. Britanska podmornica HMS Stoic je parnik 12. junija, leta 1944  potopila blizu tajskega otoka Phuket s torpedom.

## Nasedel parnik na obali otoka Lord Howe
15. junija, leta 1918 je Makambo nasedel blizu Nedove plaže na severnem delu otoka Lord Howe. Edina neposredna žrtev je bila potnica, ga. Readon, ki se je utopila, ker se je prevrnil čoln med evakuacijo potnikov in posadke iz plovila. Ladja je bila samo začasno onesposobljena, dokler niso opravili potrebnega popravila. Na kopnem je bila 9 dni, preden so jo ponovno splavili. Ta incident je omogočil črnim podganam, da so prišle z ladje na kopno, kjer so se pričele razmnoževati. To je povzročilo okoljsko katastrofo, saj so podgane v naslednjih letih iztrebile precej endemičnih vrst ptic in ostale favne, precej nevšečnosti pa so povzročile tudi otočanom s plenjenjem njihovih pridelkov in edinega izvoznega blaga – semen palme kentia.

## Črna podgana
Problem s podganami so med letoma 1922 in 1930 poskušali rešiti na ekološki način in sicer s planirano naselitvijo tasmanskih pegastih sov. Tako so v ekosistem vključili dodatnega plenilca in s tem ublažili katastrofo. Med vrstami ptic, ki so izumrle po prihodu podgan, so bili med drugim drozg, ‘gerygone’, škorec, ‘fantail’ in ‘belooki robust’ otoka Lord Howe. Sovo, vrste ‘boobook’ so verjetno iztrebile pegaste sove. Različne vrste morskih ptic so prav tako izginile z glavnega otoka, vendar so še vedno prisotne drugje. Veliki paličnjak otoka Lord Howe je bil tudi iztrebljen na glavnem otoku do leta 1930. Do leta 2001, ko so odkrili majhno populacijo preživelih paličnjakov na Ballovi piramidi, so mislili, da so popolnoma iztrebljeni (njihova ponovna naselitev je načrtovana). Podgane so prav tako odgovorne za upadanje populacije in iztrebljenje endemičnih kuščarjev, kopenskih polžev in hroščev otoka Lord Howe.
Makambo Rock, ki leži severno od hriba Malabar na otoku Lord Howe, je dobil ime po nasedlem parniku Makambo v bližini.